# Urawa Red Diamonds 2000
Questa voce raccoglie le informazioni riguardanti gli Urawa Red Diamonds nelle competizioni ufficiali della stagione 2000.

## Maglie e sponsor
Sponsor tecnico (Puma) e ufficiale (Mitsubishi Motors) vengono confermati.
| Manica sinistra · Maglietta · Maglietta · Manica destra · Pantaloncini · Calzettoni | Manica sinistra · Maglietta · Manica destra · Pantaloncini · Calzettoni |  |

## Rosa
| N. |                       | Ruolo | Calciatore         |
| -- | --------------------- | ----- | ------------------ |
| 1  | Giappone (bandiera)   | P     | Yūki Takita        |
| 2  | Giappone (bandiera)   | D     | Nobuhisa Yamada    |
| 3  | Uruguay (bandiera)    | D     | Fernando Picún     |
| 4  | Giappone (bandiera)   | C     | Masaki Tsuchihashi |
| 5  | Giappone (bandiera)   | C     | Toshiya Ishii      |
| 6  | Jugoslavia (bandiera) | C     | Željko Petrović    |
| 7  | Giappone (bandiera)   | A     | Masayuki Okano     |
| 8  | Giappone (bandiera)   | C     | Shinji Ono         |
| 9  | Giappone (bandiera)   | A     | Masahiro Fukuda    |
| 10 | Giappone (bandiera)   | C     | Yasushi Fukunaga   |
| 11 | Giappone (bandiera)   | A     | Yūichirō Nagai     |
| 12 | Giappone (bandiera)   | D     | Tsutomu Nishino    |
| 13 | Giappone (bandiera)   | A     | Kenji Ōshiba       |
| 14 | Giappone (bandiera)   | D     | Shinji Jōjō        |
| 15 | Giappone (bandiera)   | A     | Kōhei Morita       |
| 16 | Giappone (bandiera)   | P     | Yōhei Nishibe      |
| 17 | Giappone (bandiera)   | P     | Tomoyasu Ando      |
| 18 | Giappone (bandiera)   | C     | Osamu Hirose       |

| N. |                     | Ruolo | Calciatore         |
| -- | ------------------- | ----- | ------------------ |
| 19 | Giappone (bandiera) | D     | Hideki Uchidate    |
| 20 | Giappone (bandiera) | C     | Toshiyuki Abe      |
| 21 | Giappone (bandiera) | D     | Ichiei Muroi       |
| 22 | Giappone (bandiera) | P     | Hisashi Tsuchida   |
| 23 | Giappone (bandiera) | D     | Akihiro Tabata     |
| 24 | Giappone (bandiera) | D     | Tomonobu Hayakawa  |
| 25 | Giappone (bandiera) | D     | Toru Ojima         |
| 26 | Giappone (bandiera) | D     | Ryūji Kawai        |
| 27 | Giappone (bandiera) | D     | Manabu Ikeda       |
| 28 | Giappone (bandiera) | C     | Katsuyuki Miyazawa |
| 29 | Giappone (bandiera) | C     | Tomoyuki Yoshino   |
| 30 | Giappone (bandiera) | C     | Toru Chishima      |
| 31 | Giappone (bandiera) | C     | Keita Suzuki       |
| 32 | Giappone (bandiera) | C     | Genichi Takahashi  |
| 33 | Giappone (bandiera) | D     | Ryūji Michiki      |
| 34 | Polonia (bandiera)  | A     | Andrzej Kubica     |
| 35 | Brasile (bandiera)  | C     | Adiel              |

## Statistiche

### Statistiche di squadra
| Competizione           | Punti | Totale | Totale | Totale | Totale | Totale | Totale | DR  |
| Competizione           | Punti | G      | V      | N      | P      | Gf     | Gs     | DR  |
| ---------------------- | ----- | ------ | ------ | ------ | ------ | ------ | ------ | --- |
| J. League Division 2   | 82    | 40     | 28     | 3      | 9      | 82     | 40     | +42 |
| Coppa Yamazaki Nabisco | -     | 2      | 1      | 0      | 1      | 2      | 4      | -2  |
| Coppa dell'Imperatore  | -     | 4      | 3      | 0      | 1      | 14     | 4      | +10 |
| Totale                 |       | 46     | 32     | 3      | 11     | 98     | 48     | +50 |